# Leptosiaphos aloysiisabaudiae
Leptosiaphos aloysiisabaudiae (п'ятипалий сцинк угандійський) — вид сцинкоподібних ящірок родини сцинкових (Scincidae). Мешкає в Центральній Африці. Вид названий на честь італійського мандрівника Луїджі Амедео, принца Савойського.

## Опис
Угандійські п'ятипалі сцинки — дрібні ящірки з довгим хвостом, середня довжина яких (без врахування хвоста) становить 4,5 см, а разом з хвостом — 12,5 см. Верхня частина тіла у них коричнева. нижня білувата. Луски над ротом також білуваті.

## Поширення і екологія
Угандійські п'ятипалі сцинки мешкають в Нігерії, Камеруні, ДР Конго, Південному Судані і Уганді, можливо також в ЦАР. Вони живуть у вологих саванах, в галерейних лісах, на болотах і соснових плантаціях. Живляться комахами, їх личинками та іншими безхребетними.